# Lechtalstraße
Die Lechtalstraße (L 198 / B 198) ist eine Landesstraße in Österreich und verläuft auf einer Länge von 76,9 km von der Alpe Rauz (abzweigend von der L 197) nahe St. Christoph, aber noch auf Vorarlberger Seite, über den Flexenpass, Zürs, Lech, Warth (Anschluss an die L 200) und weiter über das Tiroler Lechtal zur Umfahrung Reutte (Anschluss an die B 179).

## Geschichte
Bevor die Lechtalstraße gebaut wurde, führte die einzige Wegverbindung von Stuben über den Flexenweg nach Zürs auf einem ausgesetzten und gefährlichen Saumpfad. Der Bau der Flexenstraße von Stuben über den Flexenpass bis Warth, die das Lechtal mit der Arlbergstraße verbindet, begann offiziell am 3. August 1895, als geladene Ehrengäste, zuvörderst k.k. Landeshauptmann Adolf Rhomberg (1851–1921), im Rahmen einer feierlichen Zeremonie den ersten Spatenstich ausführten. Am 11. Oktober 1897 wurde das erste Teilstück der neuen Flexenstraße bis zur Passhöhe feierlich eingeweiht.
Der anschließende Streckenabschnitt auf Tiroler Seite wurde ab 1901 mit finanzieller Unterstützung des Staates als Konkurrenzstraße erbaut. In der österreichischen Rechtssprache bezeichnet Konkurrenz die gemeinsame Finanzierung eines Projektes durch verschiedene Institutionen, von denen jede einen gesetzlich festgelegten Prozentsatz der Instandhaltungskosten übernimmt. In diesem Fall übernahmen
- der Staat 40 %
- das Land 45 %
- die Interessenten (angrenzende Gemeinden) 15 %

der geplanten Baukosten in Höhe von 108.900 Gulden. Am 2. Oktober 1909 wurde die neue Fahrstraße über den Flexenpass feierlich eröffnet.
Die Flexenstraße (in Vorarlberg) und die Lechtaler Straße (in Tirol) wurden durch Verordnung der Bundesregierung vom 9. Juni 1933 zu Bundesstraßen erklärt. Am 1. April 2002 wurde die Lechtalstraße in beiden Bundesländern in die Landesverwaltung übernommen. Während in Vorarlberg die ehemaligen Bundesstraßen mit der Kurzbezeichnung L ins Landesstraßennetz übernommen wurden, wurde in allen anderen Bundesländern das B in der Kurzbezeichnung weitergeführt.

## Streckenverlauf
Die Alpe Rauz liegt als Rotte über Stuben und zwischen den beiden Örtlichkeiten zweigt die Lechtalstraße von der Arlbergstraße als Flexenstraße über den Flexenpass ab, um hoch über dem Flexenbachtal mit zahlreichen Kunstbauten das Oberste Lechtal (Hochtannberggebiet) zu erreichen. Bis Lech am Arlberg nutzt die Straße allerdings noch im Hochtal zwischen Lechquellengebirge und Lechtaler Alpen die Furche des Zürserbaches. Die Lechtalstraße verbleibt nun am westlichen Talhang des sich immer tiefer eingrabenden Flusses bis Warth, wo sie die Bregenzerwaldstraße aufnimmt. Über den Seitengraben des Krumbachs steigt die Trasse nun tiefer hinab in das Lechtal, verbleibt aber an den steilen Talhängen über dem Fluss bis etwa Prenten, wo der Talboden erreicht ist. Im sich weitenden, dünn besiedelten Lechtal wird nun der Fluss mehrmals überbrückt und nach letzter Querung in Reutte in die Fernpassstraße gemündet. 

### Besondere Regelungen
Im Abschnitt zwischen Lech und Warth besteht eine permanente Wintersperre etwa von Anfang Dezember bis Ende April. Aber auch die Strecke zwischen der Abzweigung von der L 197 und Zürs (Flexenpass) wird bei extremen Neuschneemengen fallweise für mehrere Tage gesperrt, wodurch der Wintersportort Lech bisweilen nicht auf dem Straßenweg erreichbar ist.
Nach positiven Resultaten eines in den Sommermonaten 2020 unternommenen Versuchs, besonders laute Motorräder (> 95 dB(A) Nahfeldpegel-Standgeräusch) von bei Motorradlenkern beliebten Strecken zu verbannen, besteht seit 2021 jeweils vom 15. April bis zum 31. Oktober ein Fahrverbot für solche Maschinen zwischen Steeg (Landesgrenze Vorarlberg) und Weißenbach.